# Liste der Naturdenkmale in Bad Driburg
Die Liste der Naturdenkmale in Bad Driburg nennt die Naturdenkmale in Bad Driburg im Kreis Höxter in Nordrhein-Westfalen.

## Naturdenkmale
| Nummer | Bezeichnung                        | Gemarkung   | Flurstück | Lage                                                                                             | Bemerkung | Bild                          |
| ------ | ---------------------------------- | ----------- | --------- | ------------------------------------------------------------------------------------------------ | --------- | ----------------------------- |
| 7      | 1 Sommerlinde                      | Bad Driburg | 25;302    | Auf dem Westfriedhof. 51° 44′ 11,4″ N, 9° 0′ 37,4″ O                                             |           |                               |
| 8      | 1 Sommerlinde                      | Pömbsen     | 11;199/1  | Am Eingang des Pfarrhausgarten                                                                   |           |                               |
| 9      | 1 Eibe                             | Neuenheerse | 15;1333   | Im Pfarrhausgarten. 51° 40′ 36,1″ N, 9° 0′ 2,5″ O                                                |           | Eibe                          |
| 10     | 1 Linde                            | Dringenberg | 13;922    | An der Abzweigung der L 953 von der L 820; beim „Alten Stadttor“. 51° 40′ 23,4″ N, 9° 3′ 17,9″ O |           |                               |
| 39     | Waldweiher mit Verlandungszone     | Herste      | 2;78      | Am Quadlenberg nordwestlich Herste an der Bahnlinie. 51° 43′ 12,1″ N, 9° 4′ 34,8″ O              |           |                               |
| 40     | Sommerlinde (Markuslinde)          | Pömbsen     | 3;107     | Südlich Pömbsen an der Wegegabelung Straße nach Alhausen/Klusweg. 51° 46′ 14″ N, 9° 4′ 19,6″ O   |           | weitere Bilder                |
| 41     | Stieleiche                         | Pömbsen     | 7;187/39  | Kurpark Bad Hermannsborn, an der Gärtnerei. 51° 46′ 0″ N, 9° 3′ 17,2″ O                          |           |                               |
| 42     | Dolinengruppe am Stellberg         | Bad Driburg | 1;20,22   | Etwa 1 km nördlich des Eggekruges. 51° 44′ 42″ N, 8° 59′ 26,5″ O                                 |           |                               |
| 43     | Ehem. Sandsteinbruch bei Hausheide | Bad Driburg | 21;43     | Auf der Egge westlich Bad Driburg. 51° 43′ 35,4″ N, 8° 58′ 57,4″ O                               |           |                               |
| 44     | Sommerlinde (Saturninenlinde)      | Neuenheerse | 17;33     | Etwa 250 m nördlich von Neuenheerse. 51° 40′ 48,6″ N, 9° 0′ 1,7″ O                               |           | Sommerlinde (Saturninenlinde) |
| 45     | 1 Winterlinde                      | Neuenheerse | 4;88      | Über einem Bildstock am Stationsweg nördlich von Neuenheerse. 51° 40′ 44,9″ N, 9° 0′ 11,6″ O     |           | Winterlinde                   |
| 46     | 1 Winterlinde                      | Neuenheerse | 4;44      | Etwa 1 km östlich von Neuenheerse. 51° 40′ 41,8″ N, 9° 0′ 43,8″ O                                |           | Winterlinde                   |